# カテリ・テカクウィタ
カテリ・テカクウィタ（またはテカクウィサ Kateri Tekakwitha 1656年 - 1680年4月17日）は17世紀北アメリカのインディアン・モホーク族の女性、カトリック教会の聖人。「モホークのユリ」と呼ばれる。

## 生涯
カテリ・テカクウィタはモホーク族の酋長と捕虜として連れてこられた部族の娘・マリアの娘としてオッセルネノン、現在のニューヨーク州オリエスヴィルで生まれ、母・マリアは幼少時、フランス人開拓者に引き取られた孤児でキリスト教の洗礼を受けていた。父はモホーク族の中で「亀」と呼ばれる最高の地位に就いていた。亀はモホーク族の間で神聖な生物として崇拝されていた。出生時の名は「ワシェクン」（モホーク語で「空の明るさ」の意味）、テカクウィタは「両手を突き出して進む人」の意味である。テカクウィタは母からキリスト教を教わりそれが彼女の人生に大きな影響を与えことになる。
しかしテカクウィタの父はキリスト教を快く思わず娘から遠ざけようとした。その後、弟が生まれたが1659年、彼女が3歳の頃、天然痘が流行し各村落が全滅し、1660年、両親と弟が病没、孤児となったテカクウィタも感染するもの母の友人であるアナスタシアの献身な看護で回復し父の妹夫婦に引き取られ養女となった。
叔母夫婦の下でモホーク族の生活習慣を身に付けたテカクウィタは11歳の頃、初めて宣教師と出会いキリスト教に興味を惹かれいく。1673年、17歳となったテカクウィタは部族の習慣に従い結婚する事に決まったが違和感を持って拒み、1676年、正式に洗礼を受け「カテリ（カタリナ）」と名乗る。それが叔母らの迫害を受け、彼女は逃亡を決心し、イエズス会がセントローレンス川沿いに建設したカナワケ（「急流」の意味）の「祈りの家」まで命さながら脱出した。「祈りの家」はキリスト教信者となったイロコイ族が規則正しく生活を送る場所であった。
テカクウィタから献身に信者を支えながら質素な生活を送り、1680年4月17日、死去。テカクウィタの霊性が認められ、1980年6月22日、ローマ教皇ヨハネ・パウロ2世により列福、2012年10月21日、ベネディクト16世により列聖された。